# Polabiska
Polabiska var ett västslaviskt språk inom den lechitiska gruppen. Det talades i områden kring Elbe (på tjeckiska Labe, därav namnet på språket), bland annat i trakten av Lüneburg, och dog ut under 1700-talet. Bland de systerspråk till polabiskan som lever kvar än idag återfinns polska, sorbiska och kasjubiska.